# Patriota (personaje)
Patriota es el nombre de tres superhéroes que aparecen en los cómics estadounidenses publicados por Marvel Comics. Estos incluyen al héroe de la Edad de Oro Jeffrey Mace y los personajes modernos Eli Bradley y Rayshaun Lucas.
Las tres encarnaciones han aparecido en medios relacionados con Marvel, con Jeffrey Mace y Eli Bradley apareciendo en series de televisión de acción real ambientadas en Marvel Cinematic Universe, interpretados por Jason O'Mara en Agents of S.H.I.E.L.D. y Elijah Richardson en The Falcon and the Winter Soldier (2021) respectivamente.

## Biografía ficticia

### Jeffrey Mace
El primer Patriota, Jeffrey Mace, creado por el escritor Ray Gill y el artista Bill Everett, debutó en The Human Torch # 4 (Primavera de 1941, número 3 en la portada). Era un periodista que se convirtió en un aventurero disfrazado después de ver al Capitán América en acción, y luego fue miembro del equipo de superhéroes de la Segunda Guerra Mundial, la Legión de la Libertad. El propio Patriota se convirtió en el tercer Capitán América.

### Eli Bradley
El segundo personaje del Universo Marvel en usar el nombre Patriot debutó en Jóvenes Vengadores # 1 (abril de 2005): Eli Bradley, nieto de Isaiah Bradley, una encarnación del Capitán América. Isaiah había recibido sus poderes (en la serie limitada Truth: Red, White & Black) como parte de un experimento de Suero del Súper-Soldado probado en hombres afroamericanos en un intento de reproducir la fórmula perdida después de ser utilizada para convertir a Steve Rogers en el Capitán América. Sin embargo, la madre de Eli fue concebida antes de la participación de Isaiah en el experimento, por lo que Eli no pudo haber heredado genéticamente los poderes de su abuelo.
Cuando Iron Lad comenzó su búsqueda para la siguiente generación de Vengadores, el llegó al hogar Bradley en búsqueda del hijo de Isaiah: Josiah (Josia X, de The Crew). Pero Josiah había estado perdido por varios meses, y Iron Lad encontró a Elijah en su lugar. Elijah dijo que había ganado sus poderes a través de transfusiones de sangre de su abuelo, pero esto era falso. Más tarde ganó sus poderes artificialmente con la Hormona de Crecimiento Mutante (HCM) una ilegal droga callejera que causa breves periodos de habilidades superhumanas. Se ha demostrado que el HCM promueve irascibilidad en los individuos.
Patriota llegó a ser un miembro fundador de los Jóvenes Vengadores. El público creía que su disfraz emulaba al del ayudante del Capitán América, Bucky, pero él reveló que su disfraz era un rediseño de su abuelo. Él tiene una relación con su compañera de equipo, Hawkeye (Kate Bishop), quien no obstante le dio el escudo original triangular del Capitán América.
Cuando se reveló la verdad sobre la falta de superpotencias de Eli, Eli renunció al equipo. Regresó después de que Hulkling fuera secuestrado por el Super-Skrull, y los otros Jóvenes Vengadores lo convencieron de que él era el único de ellos capaz de liderar el equipo, incluso sin sus poderes. Patriota fue gravemente herido por un guerrero Kree cuando saltó frente a una explosión destinada al Capitán América, y recibió una transfusión de sangre de su abuelo, Isaiah, que le otorgó las habilidades que le proporcionaba el suero del Súper Soldado.
Eli se unió a los Vengadores Secretos del Capitán América durante la historia de "Civil War". Patriota llevó a su equipo a ayudar a los fugitivos después de que fueron atacados por el gobierno. Los Jóvenes Vengadores y los Runaways trabajaron juntos cuando dos de sus miembros fueron capturados, y los Runaways decidieron mantenerse al margen de la guerra. Patriota logró mantener a la mayoría de su equipo juntos, pero Estatura decidió unirse al lado de Iron Man.
Eli más tarde busca al Soldado del Invierno (a quien había conocido antes durante Civil War) para discutir el significado de ser un patriota en un momento en que no está de acuerdo con el registro y con la manera en que Estados Unidos corre, y los dos tener una charla sincera sobre Estados Unidos como una idea y sobre el Patriota original, Jeffrey Mace.
Durante la historia de "Secret Invasion", Eli y los otros Jóvenes Vengadores fueron el primer equipo en responder a la invasión Skrull en Manhattan. A pesar de sus valientes esfuerzos y la ayuda de los cadetes de la Iniciativa, todos son derrotados. Sin embargo, son salvados por la oportuna llegada de Nick Fury y los Secret Warriors y ayudan a los héroes de la Tierra a derrotar a los invasores Skrull.
Durante la historia de "Dark Reign", Eli se indignó cuando Norman Osborn formó su equipo "oficial" de Vengadores y más aún cuando anunció un nuevo equipo de Jóvenes Vengadores. Los Jóvenes Vengadores de Eli se enfrentan al último y exigen que se unan al primer equipo de Jóvenes Vengadores o que encuentren otro nombre para sí mismos. Cerca del final del problema, Hawkeye (Kate Bishop) admite su amor por Eli, después de que se rompe la mano, a lo que él responde: "Pueda romperme la mano todos los días", dejando clara su relación después de unos meses de noviazgo.
Eli aparece junto a los otros Jóvenes Vengadores en Avengers: Children's Crusade. Finalmente deja al grupo durante las secuelas, sintiéndose culpable por evitar que la Bruja Escarlata deshaga la casi extinción del género mutante que ella había causado.
Eli se menciona más adelante en el Volumen 2 de Young Avengers, de Gillen, cuando Tommy Shepherd confirma que el No Patriota es un impostor después de hablar por teléfono con la madre de Eli, señalando que Eli todavía está en Arizona y no ha dejado su cama en dos semanas. Todavía no se sabe por qué ha estado postrado en cama.

### Rayshaun Lucas
En marzo de 2017, Marvel anunció que presentarían un nuevo Patriot durante la historia del Imperio Secreto. El nuevo Patriota es Rayshaun Lucas, un activista adolescente que idolatra a Sam Wilson. Rayshaun "Shaun" Lucas vivía en Brooklyn con su madre cuando Sam Wilson publicó imágenes que mostraban que Rage había sido acusado injustamente y salvajemente golpeado por el personal de seguridad privada de Keane Industries, el Americops. Tras la convicción injusta de Elvin, Shaun se pintó la cara para parecerse a la máscara de Rage y luego se escabulló para bombardear un banco local, antes de participar en los disturbios subsecuentes en la ciudad de Nueva York. 
Después de que Sam Wilson renunció como Capitán América, Shaun se quitó la máscara de ira de su rostro y comenzó a dibujar diseños para un disfraz que llamó El Patriota.
Después de que Black Widow encuentre un cuaderno con un traje patriota dibujado en la mochila de Rayshaun Lucas cuando llega a la base de resistencia secreta de Hydra conocida como "The Mount", le da el cuaderno al Tony Stark AI asociado con Riri Williams quien en turn construye el traje. Después de tratar de evitar que un grupo de matones tome un iPad de una niña pequeña, Rayshaun es golpeado. Luego, el Tony Stark AI llama a Rayshaun y le da el traje que hizo para él, explicando que Rayshaun le dio esperanza nuevamente y que el traje es una manera de agradecerle por eso. Rayshaun entrena con una versión AI de Black Widow que hizo la IA de Tony Stark y eventualmente enfrenta a los matones mientras usa el traje y los derrota, devolviéndole a la niña su iPad. Miles Morales y Joaquin Torres le dicen a Rayshaun que escucharon sobre él y que esperan tenerlo en su equipo.
Más tarde aparece en el desierto donde escucha una discusión entre Sam Wilson y Misty Knight. Luego le cuenta a Sam sobre las personas que necesitan su ayuda y lo apoyan, a pesar de lo que dice el gobierno de Hydra. Esta conversación inspira a Sam a reasumir su manto de Capitán América.
Después del ataque de Hydra a Las Vegas, Nevada, Patriota ayuda a los Campeones en su búsqueda de supervivientes. Cuando los campeones expresan su frustración por su fracaso, Patriota llega con un bebé, el único superviviente del ataque, lo que inspira al equipo a seguir luchando contra Hydra.
Patriota luego se convierte en el compañero de Falcon donde lidian con la violencia de las pandillas en Chicago y no saben que Blackheart se hace pasar por el alcalde de Chicago.

## Poderes, habilidades y equipamiento
Mientras usaba secretamente su fórmula especialmente diseñada MGH, Eli Bradley poseía agilidad, fuerza, velocidad, resistencia y tiempo de reacción superior al de los Súper Soldados normales como su abuelo y el Capitán América, pero a un alto costo físico y mental. Después de recibir una transfusión de sangre de su abuelo, Eli desarrolló habilidades genuinas de Super Soldado donde su fuerza, resistencia, velocidad, reflejos, agilidad, durabilidad, piel a prueba de balas y factor de curación y sentidos son súper humanos. En Civil War # 2, Eli parece poseer las capacidades físicas completas de un Super Soldado. Él es capaz de correr más rápido que un helicóptero, encogerse de hombros ante una lluvia de dardos tranquilizantes, saltar cien pies en el aire y sobrevivir a una explosión masiva. Patriota lleva una réplica del original Capitán América, estrellado, escudo calentador, similar al sin pintar originalmente llevado a la batalla por su abuelo Isaiah. También lleva estrellas blancas metálicas con el diseño de las que están en la bandera estadounidense.

## Otras versiones

### Exilios: Días de entonces y ahora
En Exiles: Days of Then and Now, Patriota fue visto como un miembro del equipo de héroes supervivientes de Quentin Quire, que estaban en contra de la Ola de Aniquilación, cuyo líder era un Hulk desterrado.

### Avengers: The Children's Crusade
Eli aparece brevemente en una posible línea de tiempo futura como parte de un nuevo grupo de Vengadores visto en el evento de la Cruzada Infantil. Eli ha sucedido a Steve Rogers y se ha convertido en el nuevo Capitán América, y lucha contra el crimen junto a su esposa Samantha, la nueva Falcon. Su hijo Steve también es miembro de los Vengadores como el nuevo Bucky.

## En otros medios

### Marvel Cinematic Universe
Diferentes adaptaciones de Patriota aparecen en medios de acción en vivo ambientados en Marvel Cinematic Universe:
- Jason O'Mara interpreta a Jeffrey Mace en la serie de televisión Agents of S.H.I.E.L.D., debutando en la cuarta temporada como un ex periodista que es nombrado rostro público y nuevo director de S.H.I.E.L.D. luego de los eventos de la tercera temporada, los Acuerdos de Sokovia y la ilegalización pública de Steve Rogers en la película Capitán América: Civil War. En el episodio "Meet the New Boss", Mace demuestra un nivel de invulnerabilidad y se refiere a sí mismo como un Inhumano y un ex superhéroe. Sin embargo, en el episodio "The Patriot", el equipo de Mace descubre que sus poderes provienen de un suero en lugar de la genética. En el episodio "No Regrets", Mace se sacrifica dentro del mundo virtual del Framework para salvar a su equipo y un grupo de Inhumanos de un ataque de HYDRA, que causa la muerte de su cuerpo en el mundo real.[20]
  - Jason O'Mara repite su papel de Jeffrey Mace en la serie digital de seis partes titulada Agents of S.H.I.E.L.D.: Slingshot. La serie actúa como un prólogo de la temporada, brinda información adicional sobre Elena "Yo-Yo" Rodríguez / Slingshot y su mayor participación con S.H.I.E.L.D. y el elenco principal de la temporada 4.[21]
- Una encarnación de Eli Bradley de Patriot iba a aparecer en Black Panther, interpretado por un actor no acreditado, pero las escenas del actor fueron eliminadas durante la producción.[22]
- Eli Bradley aparece en la serie de Disney+, The Falcon and the Winter Soldier (2021), interpretado por Elijah Richardson.[23] Esta versión vive con su abuelo Isaiah Bradley, donde generalmente abre la puerta por él y ve a sus visitantes salir de la casa. Eli se reencuentra con Sam Wilson caminando por la calle hacia la casa de su abuelo. Unos días después, Eli y su abuelo estaban cenando cuando Wilson se presentó como el nuevo Capitán América en los noticieros de WHiH World News. Al día siguiente, Eli y su abuelo son llevados por Wilson al Instituto Smithsoniano y les mostró una estatua de Isaiah y una placa sobre su historia.

### Película
- La encarnación de Rayshaun Lucas como Patriota aparece en la película animada Marvel Rising: Secret Warriors, con la voz de Kamil McFadden.[24] Esta versión es un agente de S.H.I.E.L.D. asociado con Daisy Johnson.

### Videojuegos
- La encarnación de Eli Bradley del Patriota aparece en Marvel: Ultimate Alliance 2 con la voz de Ogie Banks. Aparece como un partidario del lado de Anti-Registro y un jefe para el lado de Pro-Registration.[25] Cuando el jugador elige el lado Pro-Registration, Patriota entra, insatisfecho con la elección del jugador y pelea con el jugador. Tras su derrota, Patriota es arrestado por agentes de SHIELD. Los héroes en el lado de Pro-Registro más tarde pelear contra él de nuevo junto a Firestar en la Planta Química Geffen-Meyer.
- Eli Bradley como el Patriota, aparece como personaje jugable en Marvel Contest of Champions.[26]